# Erbschaftsteuer in Deutschland

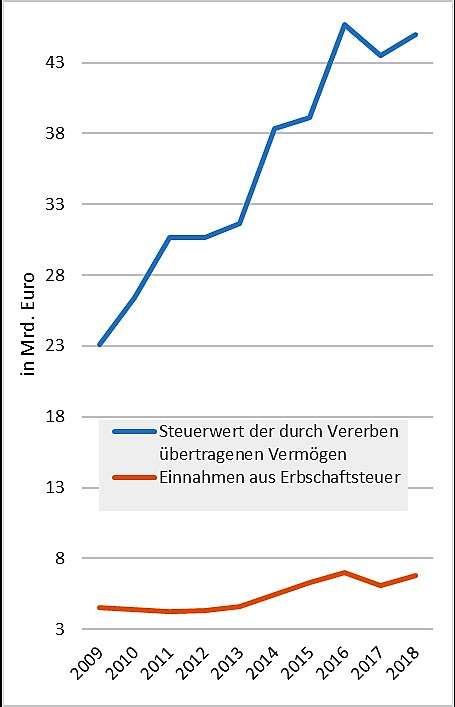
Proportionale Entwicklung der Einnahmen der Erbschaftsteuer gegenüber dem behördlich unvollständig erfassten Steuerwert des vererbten Vermögens

Die Erbschaftsteuer in Deutschland ist eine Steuer, die beim Erwerb von Todes wegen und bei unentgeltlichen Zuwendungen unter Lebenden, hier Schenkungsteuer genannt, beim Erben oder Beschenkten anfällt. Das Steueraufkommen steht den Bundesländern zu. Rechtsgrundlage ist das Erbschaftsteuer- und Schenkungsteuergesetz. Die Höhe der Steuer bestimmt sich nach dem Steuerwert des erlangten Vermögens und nach Faktoren, die vom Verwandtschaftsgrad abhängen, so der Steuerklasse (I–III), dem Steuersatz (7–50 %) und den Freibeträgen. Bestimmte Vermögensarten sind von der Erbschaftsteuer befreit oder unterliegen Begünstigungen, so etwa selbst genutztes Wohneigentum und Betriebsvermögen, wenn es Arbeitsplätze zu erhalten gilt. Im Jahr 2023 betrug der Gesamtwert der steuerlich erfassten Vermögenstransfers rund 122 Mrd. Euro. Steuerpflichtig waren nach Abzügen rund 60 Mrd. Euro. Die darauf festgesetzte Steuer betrug rund 12 Mrd. Euro, wieder erlassen wurden rund 2 Mrd. Euro für begünstigtes Betriebsvermögen. Der Gesamtwert aller verschenkten und vererbten Vermögen liegt höher und wird statistisch nicht erfasst. Schätzungen zufolge werden derzeit jährlich bis zu 400 Mrd. Euro vererbt. Der effektive Steuersatz auf Vermögenstransfers läge demzufolge bei rund 2,5 %.

## Geschichte
Das heutige Erbschaftsteuer- und Schenkungsteuergesetz geht auf das erste in Deutschland einheitlich geltende Erbschaftsteuergesetz des Deutschen Reichs aus dem Jahre 1906 zurück, das bei den Erzbergerschen Reformen der Jahre 1919 und 1922 die noch heute gültige Struktur erhielt.

## Rechtfertigung und Wesen
Eine Erbschaft bewirkt, dass der Erbe Vermögen erhält, ohne eine Gegenleistung dafür aufwenden zu müssen. Nach früheren anderen Begründungen findet die Erbschaftsteuer gegenwärtig ihre Rechtfertigung in der dadurch erhöhten wirtschaftlichen und steuerlichen Leistungsfähigkeit des Erben sowie in der gewünschten Umverteilung des im Erbgang angehäuften Vermögens, um einer zu starken Vermögenskonzentration entgegenzuwirken.
Die Erbschaftsteuer ist eine direkte Steuer, weil Steuerschuldner und Steuerträger identisch sind. Sie ist eine Personensteuer, die sich an der wirtschaftlichen Leistungsfähigkeit des Steuerpflichtigen orientiert. Zudem ist sie eine Besitzsteuer (Substanzsteuer), da erhaltenes Vermögen besteuert wird, und zugleich eine Verkehrsteuer, weil sie sich auf Vorgänge des Rechtsverkehrs (Vermögensübertragungen) bezieht. Sie ist eine einmalige Steuer und eine Stichtagssteuer, da sie zu einem bestimmten Zeitpunkt rechtlich entsteht. Stichtag ist der Todestag oder der Tag der Schenkung.
Sie ist eine Ländersteuer, da ihr Aufkommen nach Art. 106 Absatz 2 Grundgesetz den Bundesländern zufließt. Auch die Verwaltung erfolgt durch die Länder (Art. 108 Abs. 2 GG); sie wird von den Finanzämtern festgesetzt und erhoben. Der Bund besitzt nach Art. 105 Abs. 2 GG in Verbindung mit Art. 72 Abs. 2 GG die konkurrierende Gesetzgebungszuständigkeit.
Die deutsche Erbschaftsteuer ist als sogenannte Erbanfallsteuer ausgestaltet; sie knüpft an den konkreten Einzelerwerb des jeweiligen Erben, Vermächtnisnehmers oder sonstigen Erwerbers an. Bei mehreren Erwerbern wird nach Verteilung der Erbmasse jeder Anteil am übergegangenen Vermögen für sich besteuert und nicht – wie beim System der Nachlasssteuer, das in einigen anderen Staaten gilt – das vom Erblasser hinterlassene Vermögen als Ganzes, vor Verteilung auf die Erben.

### Verhältnis von Erbschaftsteuer und Schenkungsteuer
Im deutschen Steuerrecht sind Erbschaft- und Schenkungsteuer im selben Gesetz grundsätzlich gleichlautend geregelt. Schenkungsteuer ist eine Steuer auf den Erwerb von Vermögen durch Schenkung. Die Schenkungsteuer ergänzt die Erbschaftsteuer als „vorweggenommene Erbschaftsteuer“, denn bei Nichtbesteuerung von Schenkungen wäre es möglich, durch Zuwendungen zu Lebzeiten die Erbschaftsteuer zu umgehen. Auch die Schenkungsteuer wird vorrangig beim Erwerber erhoben, obwohl Schenker und Beschenkter Gesamtschuldner sind (§ 20 ErbStG) und beide zur Steuerzahlung herangezogen werden können. Bei wiederholten Schenkungen zwischen denselben Personen kann der persönliche Freibetrag alle zehn Jahre erneut beansprucht werden (§ 14 ErbStG).

### Verhältnis zu anderen Steuerarten
Allen erbschafts-/schenkungsteuerpflichtigen Vermögensübergängen ist gemeinsam, dass sie unentgeltlich und somit ohne Gegenleistung durch den Begünstigten erfolgen. Sie unterscheiden sich gegenüber Vermögenstransfers, die anderen Steuerarten unterliegen: der Umsatzsteuer (entgeltliche Gegenleistung) und der Grunderwerbsteuer (Erbschaften und Schenkungen von Grundstücken sind dort steuerfrei gestellt). Die Erbschaftsteuer ist der Einkommensteuer ähnlich, da beide Steuerarten Zuflüsse auf der Vermögensebene besteuern. In den Jahren 1920 bis 1925 unterlagen Erbschaften noch dem Einkommensteuergesetz, waren aber steuerfrei, um eine Doppelbesteuerung mit der Erbschaftsteuer zu vermeiden. Das spätere und noch heute gültige Konzept der Einkunftsarten schließt Erbschaften von der Einkommensteuer aus.

## Rechtsgrundlagen
Die gesetzlichen Grundlagen für Erbschafts- und Schenkungsteuer finden sich im Erbschaftsteuer- und Schenkungsteuergesetz (ErbStG) sowie in der Erbschaftsteuer-Durchführungsverordnung (ErbStDV). Als Verwaltungsanweisung hat die Bundesregierung Erbschaftsteuer-Richtlinien (ErbStR 2019) erlassen, ergänzt durch Erbschaftsteuer-Hinweise 2019. Die Bewertung des Vermögens richtet sich im Wesentlichen nach den Vorschriften des Bewertungsgesetzes (BewG).

## Steuergegenstände
Der Erbschaftsteuer (Schenkungsteuer) unterliegen nach § 1 Abs. 1 ErbStG
1. der Erwerb von Todes wegen, z. B. durch Erbschaft, Vermächtnis oder geltend gemachtem Pflichtteilsanspruch (§ 3 ErbStG),
2. die Schenkungen unter Lebenden (§ 7 ErbStG),
3. die Zweckzuwendungen (§ 8 ErbStG),
4. das Vermögen von Familienstiftungen oder vergleichbaren Vereinen in Zeitabständen von 30 Jahren; die Steuer fällt als sogenannte Erbersatzsteuer an, da es sich bei diesem Besteuerungstatbestand nicht um einen tatsächlichen Erbfall handelt (fiktiver Erwerb durch zwei Kinder: Steuerklasse I, Freibetrag 800.000 Euro, vgl. § 15 Abs. 2 ErbStG).

## Persönliche Steuerpflicht und Besteuerungsumfang
Man unterscheidet zwischen unbeschränkter und beschränkter Steuerpflicht (§ 2 ErbStG). Bei unbeschränkter Erbschaftsteuerpflicht unterliegt der Steuer der gesamte Vermögensanfall, auch mit seinen im Ausland befindlichen Teilen (Weltvermögen), bei beschränkter Erbschaftsteuerpflicht nur das im Inland befindliche Vermögen (Inlandsvermögen, vgl. § 121 BewG). Unbeschränkte Erbschaftsteuerpflicht besteht, wenn der Erblasser oder der Erwerber zum Zeitpunkt des Todes (bzw. der Schenker oder Beschenkte zum Zeitpunkt der Schenkung) Inländer ist. Als Inländer gelten alle Personen, die in Deutschland ihren Wohnsitz oder gewöhnlichen Aufenthalt haben, bei deutschen Staatsangehörigen auch noch bis zu fünf Jahren nach ihrem Wegzug, sowie Körperschaften, die ihre Geschäftsleitung oder ihren Sitz im Inland haben.
Juristische Personen unterliegen nicht der Erbschaftsteuer, da sie im Gegensatz zu natürlichen Personen nicht dem biologischen Tod ausgesetzt sind. Sie können aber als Empfänger eines Nachlasses oder einer Schenkung steuerpflichtig sein, z. B. bei Erbschaften und Schenkungen zugunsten von Religionsgemeinschaften, Vereinen oder Kapitalgesellschaften. Die bei mehreren Erben gesetzlich entstehende Erbengemeinschaft als Gesamtverband ist nicht Steuerpflichtiger, sondern deren einzelne Mitglieder.

## Berechnung des steuerpflichtigen Erwerbs
Besteuerungsgrundlage ist der steuerpflichtige Erwerb. Dieser besteht aus der sogenannten Bereicherung des Erwerbers – das geerbte oder geschenkte Vermögen abzüglich der Nachlassverbindlichkeiten – jedoch ohne die steuerbefreiten Vermögensteile (§ 10 ErbStG). Für wiederholte Anrufung des Bundesverfassungsgerichts und mehrere Steuerreformen sorgte die Frage, mit welchen konkreten Werten das Vermögen zu besteuern ist. In der Vergangenheit gab es unterschiedliche Bewertungsmaßstäbe für unterschiedliche Vermögensarten (z. B. wurden Immobilien gegenüber Spareinlagen niedriger angesetzt); seit der Reform im Jahr 2008 orientiert sich die Bewertung einheitlich am gemeinen Wert (Verkehrswert). Um diesen Wert zu berechnen, kommen verschiedene, gesetzlich festgelegte, standardisierte Bewertungsmethoden zur Anwendung. Ein individueller Verkehrswertnachweis, z. B. mittels eines Wertgutachtens, kann den Standardwert ersetzen.
Wertansatz des Vermögens und Ermittlung des steuerpflichtigen Erwerbs:
 + land- und forstwirtschaftliches Vermögen: Grundbesitzwert

 + Kapitalgesellschafts-Anteile: Kurswert oder gemeiner Wert (→ BV-Bewertung)

 + Betriebsvermögen: gemeiner Wert (→ BV-Bewertung)

 + Grundvermögen: Grundbesitzwert (→ Bedarfswert)

 + sonstiges Vermögen: gemeiner Wert oder dessen Ableitungen, z. B. Nennwert Sparguthaben

=  Wert des Vermögensanfalls nach dem Bewertungsgesetz

 − allgemeine Steuerbefreiungen 

 − Steuerbefreiung für Unternehmensvermögen

 − Steuerbefreiung für vermietete Grundstücke

=  Steuerwert des Vermögensanfalls

 abzugsfähige Nachlassverbindlichkeiten:

 − die vom Erblasser herrührenden Schulden

 − Verbindlichkeiten aus Vermächtnissen, Auflagen, geltend gemachten Pflichtteilen, Erbersatzansprüchen

 − die Kosten für die Bestattung des Erblassers, für Grabdenkmal, Grabpflege, Regelung des Nachlasses; insgesamt ist ein Pauschbetrag von 15.000 Euro ohne Nachweis abziehbar

=  Bereicherung des Erwerbers
 − persönlicher Freibetrag

 − Versorgungsfreibetrag

=  steuerpflichtiger Erwerb
Mit dem Jahressteuergesetz 2022 hat der Bundesgesetzgeber für Bewertungsstichtage ab dem 1. Januar 2023 eine Änderung der Anlage 25 zum Bewertungsgesetz beschlossen. Immobilien seien inzwischen zu gering bewertet. Außer den Bundesländern Bayern und Hessen, die eine Erhöhung der Freibeträge, die seit 2009 unverändert sind, anstreben, Bayern auch eine Regionalisierung der Erbschaftsteuer, sähen die übrigen Bundesländer dafür keinen oder noch keinen Anlass. Es wird befürchtet, dass für einige Erben die Steuerlast steigt, gerade in Gebieten mit hohen Immobilienpreisen.

## Steuerbefreiungen

### Allgemeine Steuerbefreiungen
Steuerfrei bleiben unter anderem (§ 13 ErbStG):
1. Hausrat einschließlich Wäsche und Kleidungsstücke bis 41.000 Euro und andere bewegliche Gegenstände (z. B. Schmuck, Fahrzeuge) bis 12.000 Euro beim Erwerb durch Personen der Steuerklasse I;
2. Hausrat und andere bewegliche Gegenstände zusammen bis 12.000 Euro beim Erwerb durch Personen der Steuerklasse II und III;
3. Kulturgüter ganz oder teilweise: Grundbesitz, Kunstgegenstände, Kunstsammlungen, wissenschaftliche Sammlungen, Bibliotheken, Archive, sofern die Erhaltung im öffentlichen Interesse liegt, die Kosten die Einnahmen übersteigen und sie für die Forschung oder öffentlich nutzbar sind;
4. die üblichen Gelegenheitsgeschenke;
5. Zuwendungen, die steuerbegünstigten Zwecken gewidmet sind (kirchlichen, gemeinnützigen oder mildtätigen Zwecken), und an politische Parteien.

### Steuerbefreiung von selbstgenutztem Wohnraum (sog. Familienheim)
Der Erwerb von selbstgenutztem Wohnraum, der in Deutschland, einem Mitgliedsland der EU oder einem Staat des Europäischen Wirtschaftsraums liegt, ist unter bestimmten Voraussetzungen nach § 13 Abs. 1 Nr. 4 Buchst. a bis c ErbStG von der Steuer befreit:
- bei Schenkung an Ehegatten oder Lebenspartner;
- bei Vererbung an Ehegatten oder Lebenspartner; der Erwerber muss den Wohnraum nach dem Erbfall sofort weiter selbst nutzen und dies für mindestens 10 Jahre, außer bei zwingenden Hinderungsgründen (z. B. Umzug ins Pflegeheim), sonst entfällt die Steuerbefreiung rückwirkend;
- bei Vererbung an Kinder oder – im Falle ihres Vorversterbens – an Enkel; der Erwerber muss den Wohnraum nach dem Erbfall ebenfalls sofort weiter selbst nutzen und dies für mindestens 10 Jahre, außer bei zwingenden Hinderungsgründen, sonst entfällt die Steuerbefreiung rückwirkend, zudem ist die Befreiung auf Wohnraum bis 200 m² begrenzt.

### Steuerbefreiung für Unternehmensvermögen
Die Befreiung umfasst das Betriebsvermögen von Einzelunternehmen, Personengesellschaften, land- und forstwirtschaftlichen Betrieben und Anteile an Kapitalgesellschaften (Beteiligung über 25 %), mit Betriebsstätte oder Sitz/Geschäftsleitung in Deutschland, der EU oder dem Europäischen Wirtschaftsraum.
Rechtsentwicklung

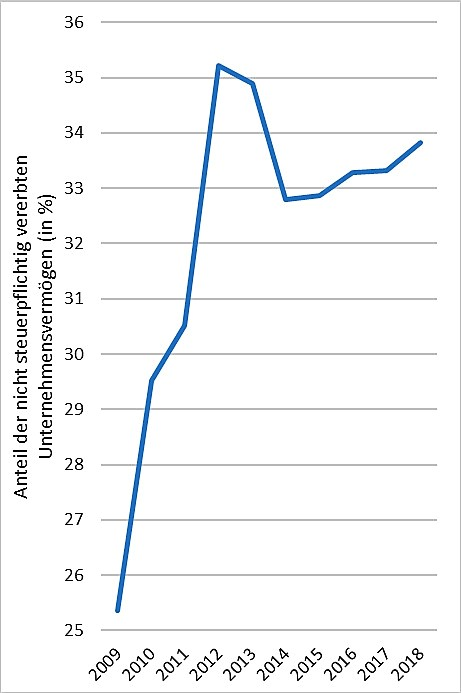
Entwicklung des nicht steuerpflichtigen Anteils am Gesamtwert vererbter Unternehmensvermögen (in %)

Eine besondere Steuerverschonung für Unternehmensvermögen wurde in den Jahren 1992 bis 1996 eingeführt, einerseits durch einen niedrigeren Wertansatz (mit den Steuerbilanzwerten anstelle der vorher geltenden Teilwerte) und andererseits als Freibetrag und prozentualer Abschlag. Betriebsvermögen wurde nicht vollständig von der Steuer befreit, aber zu einem großen Teil. Damit sollte die Fortführung kleiner und mittlerer Betriebe erleichtert werden (Lenkungszweck der Steuerbegünstigung).
Im Jahr 2006 erklärte das Bundesverfassungsgericht eine derartige Unterbewertung für verfassungswidrig. Sie wurde im Zuge der Erbschaftsteuerreform 2008 durch eine Bewertung mit dem gemeinen Wert (Verkehrswert) ersetzt. Der nun höhere Steuerwert wurde durch höhere – die bisherigen übersteigende – Verschonungsregelungen bei Betriebsnachfolgen ausgeglichen. Diese Regelungen erlaubten erstmals eine vollständige Steuerbefreiung. Der Gesetzgeber begründete die (Mehr-)Begünstigung mit der besonderen Eigenschaft des Betriebsvermögens, Basis für Wertschöpfung und Beschäftigung und den Erhalt von Arbeitsplätzen zu sein; die Unternehmensübergabe sei vor allem für kleine und mittlere Unternehmen und Familienunternehmen eine kritische Phase.
Diese Regelungen erklärte das Bundesverfassungsgericht 2014 erneut für verfassungswidrig, jedoch nicht die steuerliche Privilegierung von Betriebsvermögen an sich, sondern deren konkrete Ausgestaltung mit Möglichkeiten zur Steuergestaltung und die fehlende Bedürfnisprüfung für größere Unternehmen.
Ein Sondervotum von drei der acht beteiligten Richter verwies zusätzlich auf das Sozialstaatsprinzip des Art. 20 Abs. 1 GG. So diene die Erbschaftsteuer nicht nur der Erzielung von Steuereinnahmen, sondern sei auch „ein Instrument des Sozialstaats, um zu verhindern, dass Reichtum in der Folge der Generationen in den Händen weniger kumuliert und allein aufgrund von Herkunft oder persönlicher Verbundenheit unverhältnismäßig anwächst.“
Folge dieses Urteils war eine neuerliche Reformierung im Jahr 2016. Auch die Neuregelung sieht unter bestimmten Voraussetzungen eine Vollverschonung vor.
Rechtslage 1994 bis 2008
Von Unternehmensvermögen wurde ein Freibetrag (2008: 225.000 Euro) abgezogen und das übrige Vermögen nur zu einem Teil (2008: 65 %) angesetzt. Erwerber der Steuerklasse II und III erhielten den günstigeren Tarif der Steuerklasse I. Bei Veräußerung des Betriebs innerhalb von fünf Jahren entfiel die Steuerbefreiung rückwirkend.
Rechtslage 2009 bis 2016
Es bestand ein Wahlrecht zwischen Regelverschonung zu 85 % und Optionsverschonung zu 100 % des übergangenen Vermögenswerts. Bei der Regelverschonung durfte der Betrieb innerhalb von fünf Jahren nicht veräußert werden und die Beschäftigtenzahl musste annähernd gleich bleiben; die Optionsverschonung sah strengere Bedingungen vor (sieben Jahre). Zusätzlich gab es einen gleitenden Abzugsbetrag von 150.000 Euro für kleinere Betriebe. Die steuerklassenübergreifende Tarifbegünstigung wurde beibehalten.
Rechtslage ab 2016

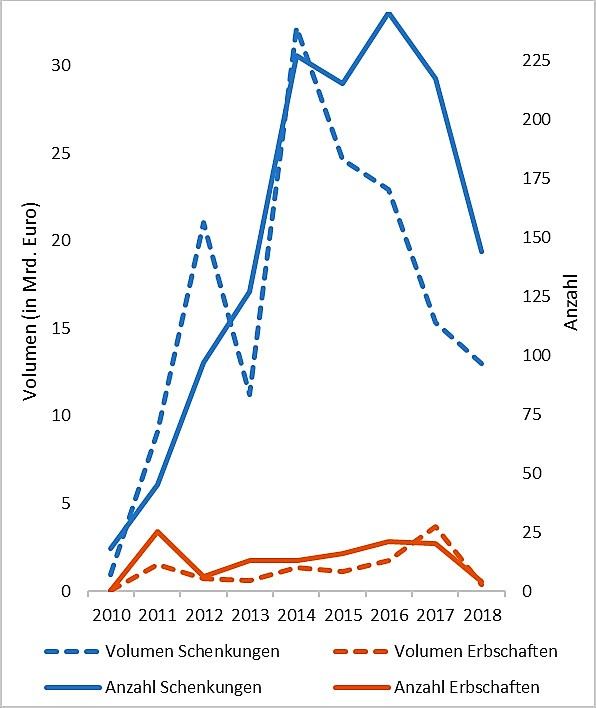
Entwicklung der Übertragungen von Betriebsvermögen über 26 Mio. Euro durch Erbschaften und Schenkungen

Die Regelungen aus den Vorjahren wurden im Wesentlichen übernommen: insbesondere Regelverschonung zu 85 %, Optionsverschonung zu 100 %, Behaltensfristen, Abzugsbetrag von 150.000 Euro (§ 13a ErbStG). Zusätzlich eingeführt wurde ein Abschmelzmodell bzw. eine Verschonungsbedarfsprüfung für Großunternehmen (§ 13c ErbStG): ab einem Wert von 26 Mio. Euro verringern sich Regel- und Optionsverschonung stufenweise von 85 % bzw. 100 % auf 0 %, was einer vollständigen Steuerpflicht entspricht, die ab einem Wert von 90 Mio. Euro eintritt. Alternativ kann der Erwerber einen Steuererlass beantragen, sofern die Steuer die Hälfte seines übrigen Vermögens übersteigt; hierzu muss das Privatvermögen offengelegt werden und es gelten Behaltensvoraussetzungen wie bei der Optionsverschonung (§ 28a ErbStG).
Subventionswirkung und Statistik
Die Vergünstigung für Erwerber von Betrieben und Anteilen an Kapitalgesellschaften im Erb- oder Schenkungsfall ist seit 2013 die größte aller Steuersubventionen.
Durch diese Steuerverschonung kam es zu Mindereinnahmen für die Länder:
| Jahr | in diesen Jahr | Summe seit 2009 |
| ---- | -------------- | --------------- |
| 2009 | 00,2           | 0000,2          |
| 2010 | 00,2           | 0000,4          |
| 2011 | 00,2           | 0000,7          |
| 2012 | 00,2           | 0000,9          |
| 2013 | 08,8           | 0009,7          |
| 2014 | 09,7           | 0019,4          |
| 2015 | 09,7           | 0029,1          |
| 2016 | 08,7           | 0037,8          |
| 2017 | 07,1           | 0044,9          |
| 2018 | 07,5           | 0052,4          |
| 2019 | 06,0           | 0058,4          |
| 2020 | 05,7           | 0064,1          |
| 2021 | 05,4           | 0069,5          |
| 2022 | 05,1           | 0074,6          |

Die Anzahl und der Gesamtwert aller durch Schenkung übertragenen Betriebsvermögen über 26 Mio. Euro verzwanzigfachte sich von 2010 bis 2014, als das Urteil des Bundesverfassungsgerichts zu einer notwendigen Reform gesprochen wurde. Danach sank bis 2018 das Volumen der Schenkungen, die eine Prüfung des Bedarfs erforderten, um fast 60 %. Die betreffende Anzahl sank nachhaltig ab 2016, als die Reform in Kraft trat, um mehr als ein Drittel. Die Anzahl und der Gesamtwert aller durch Erbschaften übertragenen Betriebsvermögen über 26 Mio. Euro blieb dagegen über den Gesamtzeitraum auf einem ähnlichen Niveau.
In den Jahren 2009 bis 2020 wurden in Deutschland mehr als 400 Milliarden Euro an Firmenvermögen steuerfrei vererbt. Je größer das zu vererbende Betriebsvermögen, umso höher die prozentuale Steuerbefreiung und umso geringer die tatsächliche Steuerlast.

### Wertabschlag bei vermieteten Wohngrundstücken
Nach § 13d ErbStG werden zu Wohnzwecken vermietete Grundstücke nur mit 90 Prozent ihres maßgeblichen Wertes angesetzt. Dies gilt für alle im Inland, in der EU oder dem Europäischen Wirtschaftsraum gelegenen Grundstücke, die nicht zum begünstigten betrieblichen Vermögen gehören. Unter bestimmten Voraussetzungen sind auch Grundstücke in Drittstaaten begünstigt.

## Steuerklassen
Je nach Verhältnis des Erben (Beschenkten) zum Erblasser (Schenker) werden drei Steuerklassen unterschieden (§ 15 ErbStG):
Steuerklasse I:
- Ehegatte, Lebenspartner
- Kinder und Stiefkinder
- Abkömmlinge dieser Kinder und Stiefkinder (z. B. Enkel)
- Eltern und Voreltern (das sind Großeltern, Urgroßeltern usw.) bei Erwerb von Todes wegen

Steuerklasse II:
- Eltern, Voreltern (soweit nicht in Steuerklasse I)
- Geschwister, Abkömmlinge ersten Grades von Geschwistern (Nichten und Neffen),
- Schwiegerkinder, Stiefeltern und Schwiegereltern
- geschiedene Ehepartner und auch Lebenspartner einer aufgehobenen Lebenspartnerschaft

Steuerklasse III:
- alle übrigen Personen (etwa Lebensgefährten, Freunde)

## Freibeträge
Jedem unbeschränkt steuerpflichtigen Erwerber steht ein persönlicher Freibetrag zu, der sowohl für Erwerbe von Todes wegen als auch für Schenkungen unter Lebenden gilt (§ 16 ErbStG). Der Schenkungsfreibetrag kann alle zehn Jahre erneut genutzt werden. Für beschränkt steuerpflichtige Erwerbe wird der Freibetrag anteilig gewährt.
Der Freibetrag beträgt für
1. den Ehegatten/Lebenspartner: 500.000 €;
2. jedes Kind/Stiefkind: 400.000 €;
3. jedes Kind eines verstorbenen Kindes/Stiefkindes: 400.000 €;
4. jedes Kind eines lebenden Kindes/Stiefkindes: 200.000 €;
5. jede sonstige Person aus Steuerklasse I: 100.000 €;
6. jede Person aus Steuerklasse II (z. B. Geschwister, Neffen) oder III (z. B. Lebensgefährten, Freunde): 20.000 €.

Zusätzlich wird beim Erbfall dem überlebenden Ehegatten/Lebenspartner und den Kindern ein besonderer Versorgungsfreibetrag gewährt (§ 17 ErbStG). Dieser Freibetrag ist jedoch um den Kapitalwert (Barwert) erbschaftsteuerfreier Versorgungsbezüge für Hinterbliebene zu kürzen, soweit deren Zahlung erst durch den Tod des Erblassers ausgelöst wurde. Darunter fallen u. a. Hinterbliebenenrenten aus der gesetzlichen Rentenversicherung und sämtliche Versorgungsleistungen zugunsten Hinterbliebener aus einem Dienstverhältnis (betriebliche Altersversorgung). Für Erwerbe von Todes wegen steht dem Erben ein Versorgungsfreibetrag in folgender Höhe zu:
1. Ehegatte/Lebenspartner: 256.000 €;
2. Kind bis zu 5 Jahren: 52.000 €;
3. Kind von mehr als 5 bis 10 Jahren: 41.000 €;
4. Kind von mehr als 10 bis 15 Jahren: 30.700 €;
5. Kind von mehr als 15 bis 20 Jahren: 20.500 €;
6. Kind von mehr als 20 bis 27 Jahren: 10.300 €.

Ab dem 27. Geburtstag haben erbende Kinder keinen Versorgungsfreibetrag mehr.

## Steuertarif (Steuersatz)
Die Erbschaftsteuer wird nach folgenden Prozentsätzen erhoben (§ 19 ErbStG):

### Seit dem 1. Januar 2010
| Steuerklasse                              | I                            | I                                                                | I                         | I                    | II                                                       | III          |
| Wert des Erwerbs abzüglich Freibetrag von | Ehe- gatten, Lebens- partner | Kinder, Stief- kinder, Enkel (wenn deren Eltern ver- storben), … | Kinder der Kinder (Enkel) | Eltern (bei Erbfall) | Geschwister, Nichten, Neffen, Eltern (bei Schen- kung) … | alle übrigen |
| ----------------------------------------- | ---------------------------- | ---------------------------------------------------------------- | ------------------------- | -------------------- | -------------------------------------------------------- | ------------ |
| Wert des Erwerbs abzüglich Freibetrag von | 500.000 €                    | 400.000 €                                                        | 200.000 €                 | 100.000 €            | 20.000 €                                                 | 20.000 €     |
| Steuersatz bei einem Erwerb               |                              |                                                                  |                           |                      |                                                          |              |
| bis 75.000 €                              | 07 %                         | 07 %                                                             | 07 %                      | 07 %                 | 15 %                                                     | 30 %         |
| bis 300.000 €                             | 11 %                         | 11 %                                                             | 11 %                      | 11 %                 | 20 %                                                     | 30 %         |
| bis 600.000 €                             | 15 %                         | 15 %                                                             | 15 %                      | 15 %                 | 25 %                                                     | 30 %         |
| bis 6.000.000 €                           | 19 %                         | 19 %                                                             | 19 %                      | 19 %                 | 30 %                                                     | 30 %         |
| bis 13.000.000 €                          | 23 %                         | 23 %                                                             | 23 %                      | 23 %                 | 35 %                                                     | 50 %         |
| bis 26.000.000 €                          | 27 %                         | 27 %                                                             | 27 %                      | 27 %                 | 40 %                                                     | 50 %         |
| über 26.000.000 €                         | 30 %                         | 30 %                                                             | 30 %                      | 30 %                 | 43 %                                                     | 50 %         |

### Vom 1. Januar 2009 bis zum 31. Dezember 2009
| Wert des Erwerbs abzüglich Freibetrag von: | Steuerklasse I | Steuerklasse I | Steuerklasse I | Steuerklasse II | Steuerklasse III |
| Wert des Erwerbs abzüglich Freibetrag von: | Ehegatten      | Kinder, …      | Enkel, …       | Geschwister, …  | alle übrigen     |
| ------------------------------------------ | -------------- | -------------- | -------------- | --------------- | ---------------- |
| Wert des Erwerbs abzüglich Freibetrag von: | 500.000 €      | 400.000 €      | 200.000 €      | 20.000 €        | 20.000 €         |
| Steuersatz bei einem Erwerb                |                |                |                |                 |                  |
| bis 75.000 €                               | 7 %            | 7 %            | 7 %            | 30 %            | 30 %             |
| bis 300.000 €                              | 11 %           | 11 %           | 11 %           | 30 %            | 30 %             |
| bis 600.000 €                              | 15 %           | 15 %           | 15 %           | 30 %            | 30 %             |
| bis 6.000.000 €                            | 19 %           | 19 %           | 19 %           | 30 %            | 30 %             |
| bis 13.000.000 €                           | 23 %           | 23 %           | 23 %           | 50 %            | 50 %             |
| bis 26.000.000 €                           | 27 %           | 27 %           | 27 %           | 50 %            | 50 %             |
| ab 26.000.000 €                            | 30 %           | 30 %           | 30 %           | 50 %            | 50 %             |

### Vom 1. Januar 1996 bis zum 31. Dezember 2008
| Wert des Erwerbs abzüglich Freibetrag von: | Steuerklasse I | Steuerklasse I | Steuerklasse I | Steuerklasse II | Steuerklasse III |
| Wert des Erwerbs abzüglich Freibetrag von: | Ehegatten      | Kinder, …      | Enkel, …       | Geschwister, …  | alle übrigen     |
| ------------------------------------------ | -------------- | -------------- | -------------- | --------------- | ---------------- |
| Wert des Erwerbs abzüglich Freibetrag von: | 307.000 €      | 205.000 €      | 51.200 €       | 10.300 €        | 5.200 €          |
| Steuersatz bei einem Erwerb                |                |                |                |                 |                  |
| bis 52.000 €                               | 7 %            | 7 %            | 7 %            | 12 %            | 17 %             |
| bis 256.000 €                              | 11 %           | 11 %           | 11 %           | 17 %            | 23 %             |
| bis 512.000 €                              | 15 %           | 15 %           | 15 %           | 22 %            | 29 %             |
| bis 5.113.000 €                            | 19 %           | 19 %           | 19 %           | 27 %            | 35 %             |
| bis 12.783.000 €                           | 23 %           | 23 %           | 23 %           | 32 %            | 41 %             |
| bis 25.565.000 €                           | 27 %           | 27 %           | 27 %           | 37 %            | 47 %             |
| ab 25.565.000 €                            | 30 %           | 30 %           | 30 %           | 40 %            | 50 %             |

### Berechnung, Härteausgleich
Der für die Erhebung der Steuer maßgebliche Betrag wird zugunsten des Erwerbers auf volle 100 € abgerundet. Dann wird auf den gesamten Betrag der aus der jeweiligen Tabelle zu entnehmende Steuersatz erhoben. Durch diesen sogenannten Vollmengenstaffeltarif könnte jedoch die Steuerbelastung bei einer nur geringfügig höheren Erbschaft so erheblich steigen, dass netto sogar weniger vererbt würde (Reihenfolgeumkehr).
Beispiel 1: Bei einer Erbschaft zwischen Geschwistern gilt ein Freibetrag von 20.000 €. Wird dieser überschritten, sind 15 % Steuer fällig, bis bei der Grenze von 75.000 € über dem Freibetrag 11.250 € zu entrichten sind. Wird diese Grenze überschritten, sind 20 % Steuer fällig. Dies würde aber zu einer steuerlichen Mehrbelastung von 3750 € führen. Daher wird nach § 19 Abs. 3 ErbStG mit jeden weiteren 100 Euro oberhalb der Grenze nur 50 Euro mehr Steuer fällig. Bei Erreichen von 87.500 Euro sind 17.500 € Steuer fällig und erst dann 20 Euro für jede weitere 100 Euro Erbschaft zu zahlen. Der Grenzsteuersatz beträgt also nach Erreichen einer jeden Grenze erst einmal 50 % bzw. bei höheren Steuersätzen sogar 75 %.
Beispiel 2: Würde ein Enkel nach dem 31. Dezember 2009 einen Betrag von brutto 801.000 € erben, so würde eine Steuer von 19 % auf 801.000 € – 200.000 €, also von 114.190 €, und damit netto eine Erbschaft von 686.810 € anfallen, während eine geringere Erbschaft von brutto 800.000 € eine erheblich geringere Steuerbelastung von nur 15 % auf 800.000 € – 200.000 €, also von 90.000 €, entstehen ließe und netto eine höhere Erbschaft von 710.000 € bedeuten würde.
Um derartige Ungerechtigkeiten zu vermeiden, besteht sowohl nach alter als auch nach neuer Rechtslage gemäß § 19 Abs. 3 ErbStG eine Härtefallregelung, die sicherstellt, dass sich eine Erhöhung der Erbschaftssumme auch unter Berücksichtigung der Erbschaftsteuer nicht zu Ungunsten des Erben auswirken kann. Dadurch ergibt sich im obigen Fall der Vererbung von 801.000 € eine Steuerbelastung von 90.500 €.

## Steuerstundung, Steuervergünstigung bei Mehrfacherwerb
Stundung
Wird Unternehmensvermögen durch Erbfall erworben, ist dem Erwerber die darauf entfallende Erbschaftsteuer auf Antrag bis zu sieben Jahre zu stunden, sofern der Betrieb fortgeführt wird. Erben von selbstgenutzten oder vermieteten Immobilien können eine zinslose Steuerstundung für zehn Jahre beantragen, sofern die Immobilie veräußert werden müsste, um die Steuer aufzubringen; im Schenkungsfall fallen Stundungszinsen an (§ 28 ErbStG).
Mehrfacher Erwerb desselben Vermögens
Die Erbschaftsteuer wird gemindert, wenn dasselbe Vermögen innerhalb kurzer Zeit mehrmals vererbt wird. Dies kann vorkommen, wenn beide Ehegatten kurz nacheinander versterben oder wenn bei mehreren untereinander erbberechtigten Opfern eines Unfalls der Tod in kurzem Zeitabstand eintritt. Jeder Todesfall ist ein eigener Steuerfall, bei dem es jedes Mal zum vollständigen Anfall des Vermögens und zur Entstehung der Erbschaftsteuer kommt. Daher wird für Personen der Steuerklasse I (Ehegatten, Kinder/Stiefkinder und deren Abkömmlinge, Eltern und Großeltern) bei Mehrfacherwerb die Steuer gemindert (§ 27 ErbStG), gestaffelt in 5 %-Schritten je nach zeitlicher Nähe: von Mehrfacherwerb innerhalb eines Jahres (Steuerminderung 50 %) bis zu Mehrfacherwerb innerhalb von 10 Jahren (Minderung 10 %).

## Steuererklärung und Anzeigepflichten
Es gibt keine generelle Steuererklärungspflicht. Zur Abgabe einer Steuererklärung ist nur verpflichtet, wen das Finanzamt im Einzelfall direkt dazu auffordert (§ 31 ErbStG). Um den Finanzbehörden die Überwachung der Besteuerung zu erleichtern, existieren jedoch verschiedene Anzeigepflichten. Jeder steuerpflichtige Erwerb ist vom Erben bzw. Bedachten (bei Schenkung auch vom Schenker) innerhalb von drei Monaten nach erlangter Kenntnis dem zuständigen Finanzamt schriftlich anzuzeigen (§ 30 ErbStG). Das Unterlassen der Anzeige kann eine Steuerhinterziehung darstellen.
Daneben haben die Gerichte, Behörden, Beamten und Notare den Finanzbehörden Anzeige zu erstatten über diejenigen Beurkundungen, Zeugnisse und Anordnungen, die für die Festsetzung einer Erbschaftsteuer von Bedeutung sein können (§ 34 ErbStG), wie die Eröffnung von Testamenten oder die Ausstellung von Erbscheinen. Standesämter haben die Sterbefälle mitzuteilen. Kreditinstitute sind verpflichtet, Konto- und Depotbestände zum Todestag sowie die Existenz von Schließfächern dem Finanzamt anzuzeigen, Versicherungsunternehmen die Auszahlungen von Versicherungsverträgen zugunsten Dritter (§ 33 ErbStG).
Formular zur Erbschaftsteuererklärung (2024):
- Hauptvordruck
  - Formular Erbschaftsteuererklärung
- Anlagen
  - Anlage Erwerber
  - Anlage Steuerbefreiung Familienheim
  - Anlage Steuerbefreiung für zu Wohnzwecken vermietete Grundstücke
  - Anlage Steuerentlastung für Unternehmensvermögen
  - Anlage Angaben Bedarfswerte Grundbesitz
  - Anlage Angaben Bedarfswerte Betriebsvermögen

## Internationales Erbschaftsteuerrecht und Doppelbesteuerung
Bei Fällen mit Auslandsberührung (ein in Deutschland unbeschränkt Steuerpflichtiger erbt auch Auslandsvermögen oder ein im Ausland unbeschränkt Steuerpflichtiger ist mit deutschem Inlandsvermögen beschränkt steuerpflichtig) kann es zur Doppelbesteuerung kommen, die durch Doppelbesteuerungsabkommen auf dem Gebiet des Erbschaftsteuerrechts vermieden werden. Fehlt es hieran, so sieht § 21 Abs. 1 ErbStG eine Anrechnung der im Ausland gezahlten Erbschaftsteuer auf die deutsche Erbschaftsteuer vor.
Erbschaftsteuer wird in den meisten Staaten erhoben, wobei große Unterschiede im Hinblick auf die Belastung der engeren Familie bestehen, vgl. hierzu die Darstellung zum ausländischen Recht in dem genannten Hauptartikel.

## Steuergestaltung bzw. -vermeidung, Steuerflucht
Steuergestaltung bzw. -vermeidung
Um Erbschaftsteuer zu vermeiden oder zu vermindern (Steuervermeidung), sind in Deutschland eine Reihe von legalen Maßnahmen möglich:
- Schenkung an die Erben unter Nutzung des Schenkungsteuerfreibetrags (alle zehn Jahre);
- Zuweisung einer günstigeren Steuerklasse für den Erben durch Adoption oder Heirat;
- gegenseitige Erbeinsetzung bei Ehe- oder Lebenspartnern (Berliner Testament) und Einräumung von Vermächtnissen zugunsten der Kinder im Falle des Todes des ersten Partners;
- Erbeinsetzung mehrerer Personen unter Ausnutzung der Freibeträge und Vermeidung mehrfacher Übertragung desselben Vermögens, z. B. durch Vererbung direkt an Enkel, statt an Kinder;
- Verlagerung von Privatvermögen in Betriebsvermögen;
- Verlagerung von Vermögen in Anlageklassen, die einer niedrigen Besteuerung unterliegen (etwa Immobilien, Schiffsfonds, Rentenversicherungen);
- Schenkung von  Immobilien mit gleichzeitiger Einräumung eines Nießbrauchsrechts oder Wohnrechts für den Schenker, da die lebenslange Nutzung einen steuerrelevanten (abziehbaren) Kapitalwert darstellt; die Rechteeinräumung ist beim Berechtigten aber ein steuerpflichtiger Vermögensanfall;
- bei Nachweis eines niedrigeren Immobilienwertes (z. B. durch qualifiziertes Gutachten) ist der niedrigere Wert anzusetzen (§ 198 BewG).

Die Pläne zur Reform der Erbschaftsteuer führten 2008 zu einem Anstieg von Adoptionen. Annähernd die Hälfte der Adoptionen waren Erwachsenenadoptionen.
Steuerflucht
Eine Form der Steuervermeidung ist die Verlagerung des Wohnsitzes, Aufenthaltsortes oder Betriebssitzes in Gebiete, die keine oder niedrigere Steuern erheben (Steuerflucht). Im internationalen Vergleich gibt es bei der Erbschaftsbesteuerung erhebliche Unterschiede (vgl. Erbschaftsteuer in anderen Ländern), was Anreiz sein kann für eine 
Abwanderung aus steuerlichen Gründen. Der deutsche Staat sichert sich das Besteuerungsrecht bei der Erbschaftsteuer für weitere fünf Jahre nach Wegzug durch eine erweiterte Steuerpflicht für deutsche Staatsangehörige (§ 2 Abs. 1 Nr. 1 lit. b ErbStG). Bei einem Wegzug in ein sogenanntes Niedrigsteuerland erweitert § 4 AStG die Nachwirkung der deutschen Steuerpflicht auf zehn Jahre. Diese Regelungen stehen in einem Spannungsverhältnis zur nach dem deutschen Grundgesetz und der Allgemeinen Erklärung der Menschenrechte gewährleisteten Freizügigkeit und zur europäischen Niederlassungsfreiheit und Kapitalverkehrsfreiheit.

## Steueraufkommen und Erbschaftsteuerstatistik

### Aufkommen
Das Aufkommen aus Erbschaft- und Schenkungsteuer ist von 1970 bis 2008 fast um 1800 % gestiegen, wobei der seit 1991 vorhandene Einfluss durch das Hinzutreten der Steuern aus den neuen Bundesländern wegen deren geringen Beiträge statistisch vernachlässigt werden kann. Noch 2006 trugen die neuen Bundesländer nur 1,6 % zum Gesamtaufkommen bei. Der Anteil der Schenkungsteuer lag seit 1995 relativ stabil zwischen 400 und 500 Mio. €. Der nachstehenden Tabelle kann auch der Anteil der Erbschaft- und Schenkungsteuer am gesamten Steueraufkommen der Länder entnommen werden.
| Jahr | Deutschland Gesamt | Bundesgebiet West | In % der Ländersteuern West | Bundesgebiet Ost | In % der Ländersteuern Ost | Davon Schenkungsteuer gesamt | Steuererlass Unternehmens- vermögen |
| ---- | ------------------ | ----------------- | --------------------------- | ---------------- | -------------------------- | ---------------------------- | ----------------------------------- |
| 1970 | –                  | 267,0             | –                           | –                | –                          | –                            |                                     |
| 1980 | –                  | 519,9             | –                           | –                | –                          | –                            |                                     |
| 1990 | –                  | 1.545             | –                           | –                | –                          | –                            |                                     |
| 1991 | 1.347,6            | 1.345,2           | 1,20 %                      | 2,4              | 0,03 %                     | –                            |                                     |
| 1992 | 1.549,0            | 1.544,7           | 1,27 %                      | 4,3              | 0,04 %                     | –                            |                                     |
| 1993 | 1.556,5            | 1.541,4           | 1,23 %                      | 15,2             | 0,12 %                     | –                            |                                     |
| 1994 | 1.778,8            | 1.759,5           | 1,40 %                      | 19,3             | 0,13 %                     | –                            |                                     |
| 1995 | 1.814,3            | 1.789,4           | 1,37 %                      | 24,9             | 0,10 %                     | –                            |                                     |
| 1996 | 2.072,5            | 2.046,2           | 1,53 %                      | 26,3             | 0,11 %                     | –                            |                                     |
| 1997 | 2.076,1            | 2.049,5           | 1,55 %                      | 26,6             | 0,11 %                     | –                            |                                     |
| 1998 | 2.459,2            | 2.431,8           | 1,74 %                      | 27,4             | 0,11 %                     | –                            |                                     |
| 1999 | 3.055,7            | 3.020,9           | 2,05 %                      | 34,8             | 0,14 %                     | –                            |                                     |
| 2000 | 2.981,6            | 2.943,2           | 1,94 %                      | 38,4             | 0,15 %                     | –                            |                                     |
| 2001 | 3.068,7            | 3.028,4           | 2,14 %                      | 40,3             | 0,16 %                     | –                            |                                     |
| 2002 | 3.020,7            | 2.981,5           | 2,12 %                      | 39,2             | 0,17 %                     | –                            |                                     |
| 2003 | 3.372,8            | 3.324,0           | 2,38 %                      | 48,8             | 0,21 %                     | –                            |                                     |
| 2004 | 4.283,4            | 4.233,2           | 2,98 %                      | 50,2             | 0,21 %                     | –                            |                                     |
| 2005 | 4.096,7            | 4.038,8           | 2,81 %                      | 57,8             | 0,26 %                     | –                            |                                     |
| 2006 | 3.762,6            | 3.699,9           | 2,36 %                      | 62,7             | 0,25 %                     | –                            |                                     |
| 2007 | 4.221,1            | –                 | –                           | –                | –                          | 1.297,9                      |                                     |
| 2008 | 4.705,8            | –                 | –                           | –                | –                          | 1.473,8                      |                                     |
| 2009 | 4.275,6            | –                 | –                           | –                | –                          | 1.390,3                      |                                     |
| 2010 | 4.596,1            | –                 | –                           | –                | –                          | 1.238,0                      |                                     |
| 2011 | 4.221,1            | –                 | –                           | –                | –                          | 696,5                        |                                     |
| 2012 | 4.195,3            | –                 | –                           | –                | –                          | 600,4                        |                                     |
| 2013 | 4.728,0            | –                 | –                           | –                | –                          | 1.093,1                      |                                     |
| 2014 | 5.443,3            | –                 | –                           | –                | –                          | 1.102,4                      |                                     |
| 2015 | 5.504,1            | –                 | –                           | –                | –                          | 1.083,5                      |                                     |
| 2016 | 6.847,9            | –                 | –                           | –                | –                          | 1.129,6                      |                                     |
| 2017 | 6.301,0            | –                 | –                           | –                | –                          | 1.276,9                      |                                     |
| 2018 | 6.700,3            | –                 | –                           | –                | –                          | 1.012,1                      |                                     |
| 2019 | 7.152,2            | –                 | –                           | –                | –                          | 1.205,7                      |                                     |
| 2020 | 8.556,9            | –                 | –                           | –                | –                          | 1.760,2                      |                                     |
| 2021 | 11.095,9           | –                 | –                           | –                | –                          | 2.092,7                      | 0.500,0                             |
| 2022 | 11.392,3           | –                 | –                           | –                | –                          | 3.278,9                      | 1.500,0                             |
| 2023 | 11.834,6           | –                 | –                           | –                | –                          | 4.093,6                      | 2.126,6                             |

#### Bundesländer
Im Vergleich der Bundesländer waren im Jahr 2014 die absoluten Einnahmen am höchsten für NRW (1139 Mio. Euro), Bayern (974 Mio. Euro) und Baden-Württemberg (793 Mio. Euro).
Die relativen Einnahmen pro 100.000 Einwohner aus Erbschaft- und Schenkungsteuer waren 2014 am höchsten in Hamburg (16,1 Mio. Euro), Berlin (11,3 Mio. Euro) und Bayern (9,8 Mio. Euro). Am niedrigsten waren die Einnahmen in Sachsen (0,7 Mio. Euro), Thüringen (0,7 Mio. Euro), und Mecklenburg-Vorpommern (0,6 Mio. Euro).

### Steuerstatistik
| Art                     | Fallzahl      | Gesamtes Steuer- Aufkommen | durchschnittliche Steuer pro Fall |
| ----------------------- | ------------- | -------------------------- | --------------------------------- |
| Gesamt                  | 165 606 Fälle | 8,6 Mrd. €                 | 51.670 €                          |
| Erwerbe von Todes wegen | 133 326 Fälle | 6,8 Mrd. €                 | 50.977 €                          |
| Schenkungen             | 32 280 Fälle  | 1,8 Mrd. €                 | 54.530 €                          |

#### Anteile verschiedener Erbschaftsvolumina
Eine steuerstatistische Untersuchung des Bundesministeriums der Finanzen bezieht sich auf das Jahr 2002. Danach entfielen etwa knapp die Hälfte (48,8 %) der steuerpflichtigen Erwerbe auf Erbanfälle unter 500.000 €, etwas mehr als die Hälfte (51,3 %) auf solche darüber (25,8 % entfielen auf Erbschaften bis 2,5 Mio. €, 8,8 % auf solche bis 5 Mio. € und 18,7 % auf solche über 5 Mio. €). Trotz der innerhalb der Steuerklassen vorgesehenen Progression verteilten sich die Anteile an der festgesetzten Steuer ähnlich. 48,7 % entfielen auf veranlagte Steuern für Erbschaften unter 500.000 € und 51,3 % für solche über diesem Betrag.

#### Aufteilung nach Steuerklasse
Die Steuerklasse I (Ehegatten, Eltern und Kinder) trug 52 %, die Steuerklasse II (Geschwister und Schenkungen an die Eltern) 23 % und die Steuerklasse III (Dritte einschließlich der weiteren Verwandten) 25 % der Steuerlast.

#### Anteile der Vermögensarten

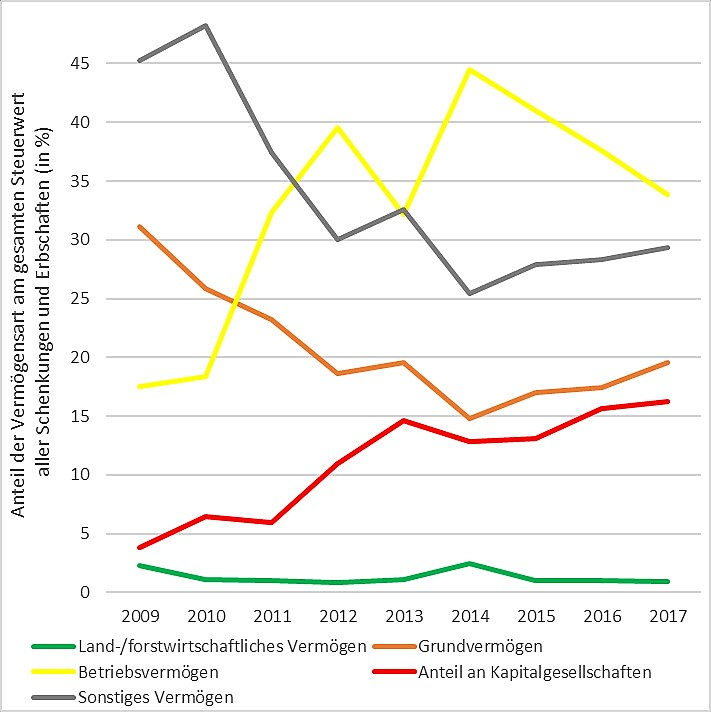
Verlauf des Anteils von verschiedenen Vermögensarten am gesamten Steuerwert aller Schenkungen und Erbschaften (in %)

Der Anteil von Betriebsvermögen und der Anteil von Beteiligungen an Kapitalgesellschaften am gesamten Steuerwert aller Erbschaften und Schenkungen ist von 2009 bis 2017 gestiegen, für alle anderen Vermögensarten gesunken. Betriebsvermögen steigerten in diesem Rahmen ihren Steuerwert vom drittgrößten zum größten Anteil.

#### Aufteilung nach Steuersatz
Laut Daten des statistischen Bundesamtes aus dem Jahr 2018 ist die Steuerlast auf geerbtes oder geschenktes Vermögen umso geringer, je höher dieses Vermögen ist. Eine Ursache wird darin gesehen, dass es gesetzliche Ausnahmen für Unternehmenserben bei sehr großen Vermögen gibt. So werden dazu folgende Zahlen gegenübergestellt:
| Höhe der Schenkung oder Erbschaft | Anzahl ca. Betroffene   | durchschnittlich erhobener Steuersatz |
| Höchstens 1.000.000 Euro          | Mittelstand (6,01 Mio.) | 10 %                                  |
| Mindestens 10.000.000 Euro        | 600                     | 5 %                                   |
| Mindestens 100.000.000 Euro       | 40                      | 0,2 %                                 |

Während sämtliche steuerpflichtige Erbschaften und Schenkungen im Zeitraum 2011–2020 im Schnitt mit 7,4 % besteuert wurden, wurden Erbschaften und Schenkungen mit einem Wert von mehr als 20 Millionen Euro mit nur 2,87 % besteuert. Erbschaften und Schenkungen unterhalb von einem Wert von 20 Mio. wurden im gleichen Zeitraum mit 9,3 % besteuert. Vertreter des DIW ordnen in diesem Zusammenhang die Steuern auf Erbschaften und Schenkungen als faktisch regressiv ein (im Gegensatz zu einem progressiven Steuermodell wie z. B. bei der Einkommensteuer).

## Mediale Berichterstattung
In einer 2020 veröffentlichten Studie von Forschenden der WU Wien für die Otto-Brenner-Stiftung wurde die Medienberichterstattung in Deutschland zu Erbschaft- und Vermögensteuer untersucht. Dazu wurden fast 10.000 Zeitungsartikel der vorhergehenden 20 Jahre ausgewertet. Der Studie zufolge hätte es dabei Defizite in drei Bereichen gegeben:
- Inhaltlich hätten parteipolitische Debatten gegenüber ökonomischer und gesellschaftspolitischer Hintergrundberichterstattung dominiert,

- Personen, die die Erbschaftsteuer kritisch sehen, hätten die Berichterstattung geprägt

- Nur 0,008 % (FAZ) bis etwa 0,06 % (Die Zeit) aller Artikel hätten die Thematik behandelt.[51][52]

## Kritik
Allgemeine Kritik
Seit Einführung eines modernen Erbschaftsteuergesetzes wurden immer wieder die Grundfragen einer Erbschaftsbesteuerung diskutiert, vor allem bei grundlegenden Reformen (1905/1906, 1908/1909, 1919, 1973, 1995/1996 sowie 2007/2008, 2016). Die Befürworter sehen in ihrer Erhebung eine Frage der sozialen Gerechtigkeit und einen Beitrag zur Umverteilung und sozialpolitischen Korrektur der ungleichen Vermögensverteilung. Die Gegner wollen einen illegitimen Eingriff in das Familienvermögen und die Familie erkennen, in einen Bereich, der besonderem staatlichen Schutz unterstellt ist.
Besteuerung von betrieblichem Vermögen
Kritisiert wird, dass Betriebe zerschlagen werden müssten, nur um die Steuer aufzubringen. Seit den 1990er Jahren haben einige Staaten – so wie Deutschland auch – weitreichende Steuervergünstigungen für Unternehmenserben eingeführt (wie in Frankreich, Italien und im Vereinigten Königreich). Andere Staaten hingegen kennen keine Vergünstigung für Betriebsvermögen (z. B. USA). Die deutsche Steuerverschonung von Betriebsvermögen steht in der Kritik, da sie Unternehmenserben gegenüber den Erben anderer Vermögensarten bevorteilt.
Besteuerung Faktor Kapital versus Besteuerung Faktor Arbeit
Erbschaftsteuer und Einkommensteuer erfassen Vermögenszuwächse und sind daher wesensverwandt. Nach Vorschlägen der OECD und des IWF kann durch eine stärke Besteuerung von Erbschaften und Schenkungen die Einkommensteuer auf Arbeitseinkommen gesenkt werden. Der Faktor Arbeit sei laut OECD in Deutschland vergleichsweise hoch besteuert. Die Privilegien, die mit der Herkunft aus einer sehr vermögenden Familie einhergehen, widersprächen auch dem Prinzip des sozialen Aufstiegs durch eigene Leistung.
Erhebungskosten
Noch in den 1980er Jahren wurde die fiskalwirtschaftliche Bedeutung des Erbschaftsteueraufkommens als gering, die Kosten der Erhebung aber als außergewöhnlich hoch eingeschätzt. Inzwischen wird davon ausgegangen, dass die Erhebungskosten vor allem von der Zahl der Steuerpflichtigen abhängt und zwischen 1 und 4 Prozent des Steueraufkommens liegt. Nach einer Einschätzung der Landesregierung des bevölkerungsreichsten Bundeslandes Nordrhein-Westfalen von 2013 sei der für die Erbschaftsteuer entstehende Verwaltungsaufwand im Verhältnis zum Aufkommen angemessen und akzeptabel.

## Wachsende Vermögensungleichheit
Michael Hartmann zufolge ist die Vermögenskonzentration in Deutschland auf die hohe Zahl von Familienunternehmen und deren Begünstigung durch das Erbschaftsteuergesetz von 2009 zurückzuführen. Bei den Nutznießern handle es sich zumeist nicht, wie oft dargestellt, um größere Handwerkerunternehmen, sondern um sehr große Unternehmen.
So sei in Deutschland z. B. etwa die Hälfte der 100 größten Unternehmen in Familienbesitz. Das Erbschaftsteuergesetz, das durch eine Reform 2016 kaum verändert sei, ermögliche laut Hartmann ein nahezu steuerfreies Vererben großer Unternehmensvermögen. Hartmann verweist dazu auf Statistiken, nach denen die Erbschaftsteuer bei Unternehmen umso höher sei, je kleiner das vererbte Vermögen war (siehe Abschnitt Steuerstatistik).
Bei Erbschaften ab 26.000.000 € wird eine Verschonungsbedarfsprüfung durchgeführt. Geprüft wird, ob der Erbe die fällige Erbschaft- oder Schenkungsteuer mit dem Privatvermögen bezahlen kann. Andernfalls kann er sich als „bedürftig“ bezeichnen. Damit wird die Steuer erlassen. Vermögen in dieser Höhe wird selten als Bargeld vererbt oder verschenkt, eher aber als Anteil an Unternehmen, Betriebsvermögen oder Grundbesitz. Anteile daran müsste der Erbe verkaufen, um Erbschaft- oder Schenkungsteuer zu bezahlen. 2023 wurde 26 Erben oder Beschenkten dadurch Steuern von 2,1 Milliarden Euro erlassen. Da die Verschonungsbedarfsprüfung leicht zu umgehen ist, führt „ein Milliardenerbe [..] de facto immer zum Steuererlass.“ Ebenfalls steuerfrei sind nach Auffassung der Finanzverwaltung Erbschaften von Wohnungsunternehmen ab 300 Wohneinheiten.
Autoren einer Studie der Hans-Böckler-Stiftung sehen die Steuerpolitik bis zum Jahr 2016 als Ursache angestiegener Vermögensungleichheit. So hätten wohlhabende Haushalte u. a. von einer Reform der Erbschaftssteuer profitiert. Bereits im Jahr 2010/11 stammten beim reichsten Prozent der Deutschen etwa 4/5 des Vermögens aus Erbschaften.
Stefan Bach vom DIW empfahl 2021 in einer Anhörung durch den Finanzausschuss des Bundestages die Ausweitung der Erbschaftsteuer als „effizienteste Besteuerung“ von Vermögen.